# Посмертная фотография

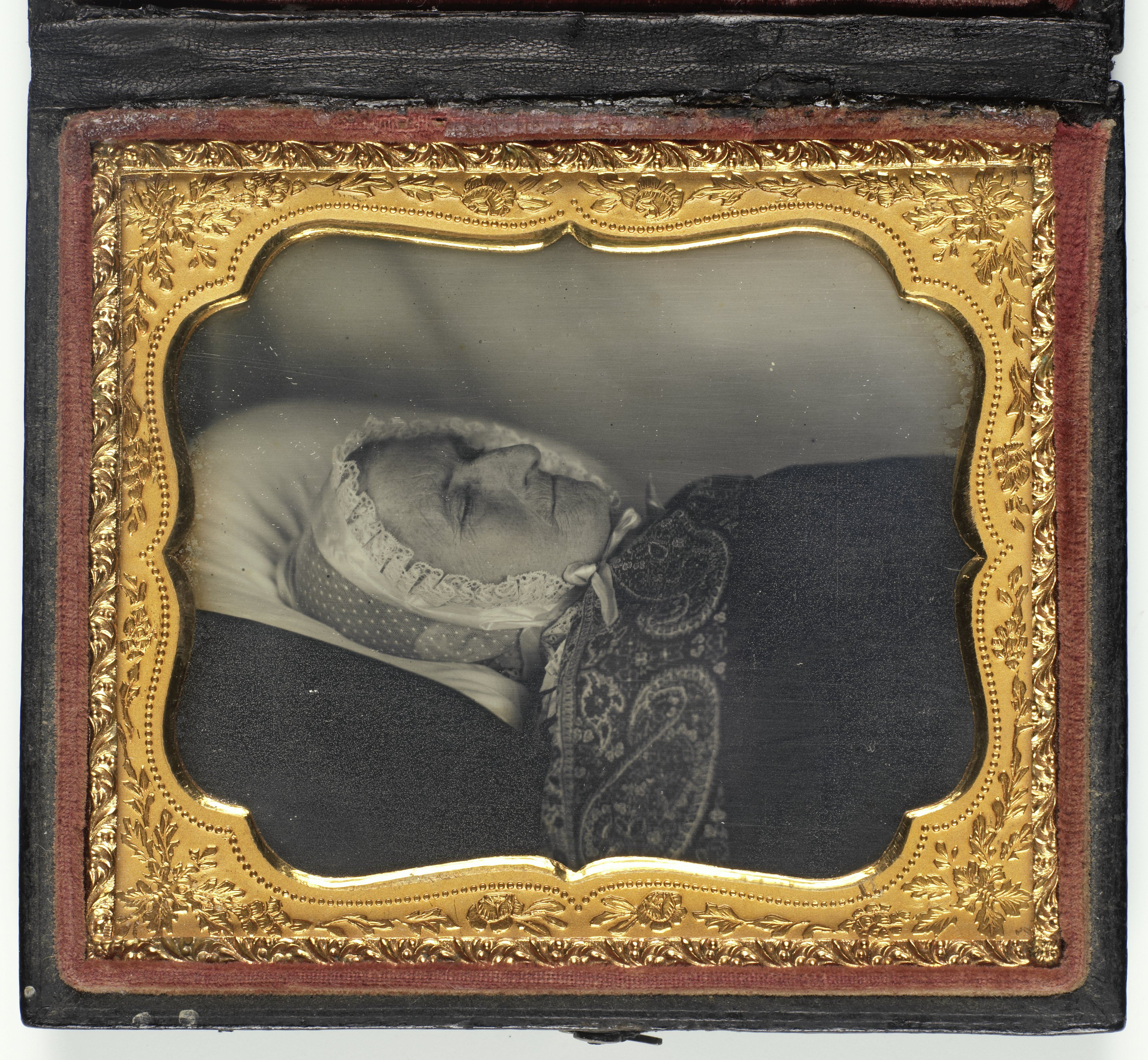
Посмертная фотография женщины, 1850-е гг. Из собрания Рейксмюзеума (Амстердам)

Посмертная фотография (реже пост-мортем или постмортем; англ. Post-mortem photography, от лат. post mortem — после смерти) — обычай фотографирования недавно умерших людей, появившийся в XIX веке с изобретением дагеротипа. Такие снимки были широко распространены в конце XIX столетия и в настоящее время являются объектом изучения и коллекционирования.

## История

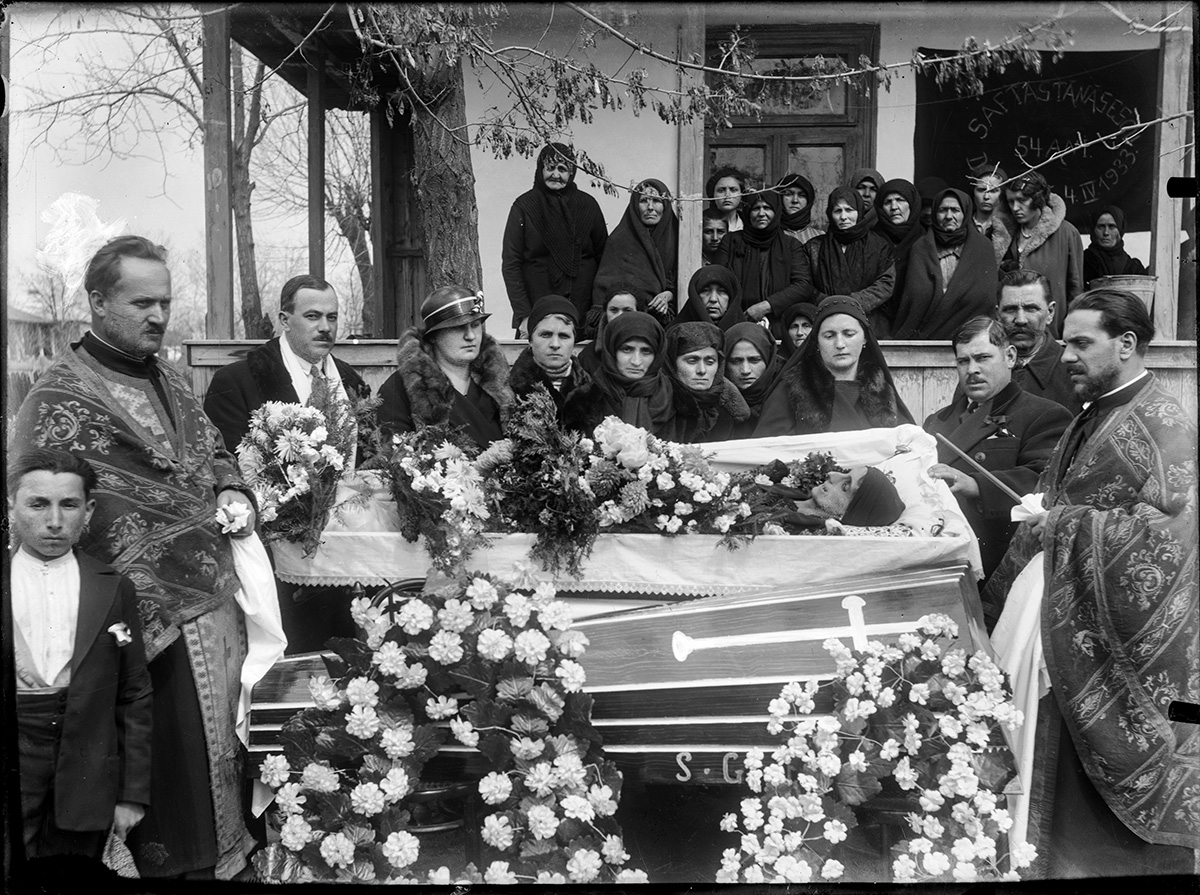
Похороны в румынском селе, 1933 год

Изобретение дагеротипа в 1839 году сделало портретную съёмку доступной для тех, кто ранее не мог позволить себе живописные портреты. Этот более дешёвый и быстрый метод создания портрета обеспечил среднему классу возможность увековечивать память о своих умерших близких.
Фотографии умерших служили не столько напоминанием о быстротечности жизни, сколько своеобразным сентиментальным сувениром в память об усопшем. Распространенным явлением было фотографирование умерших детей и новорождённых. Уровень детской смертности в XIX столетии был высок, и такие снимки зачастую были единственными портретами детей, оставшимися семье на память.
Первым в истории снимком этого жанра считается «Автопортрет в виде утопленника», созданный в 1840 году Ипполитом Байаром. С изобретением мокрого коллодионного процесса, пришедшего на смену дагеротипии, появилась возможность отпечатывать несколько фотографий с одного негатива.
Наиболее активно посмертная фотография использовалась в конце XIX века. В России частная посмертная фотография как явление вошла в обиход на рубеже XIX-XX веков, широко использовалась на протяжении всего XX столетия. К середине XX века на Западе посмертная фотография практически сошла на нет, но в странах Восточной Европы (включая СССР и постсоветские страны) она практиковалась и в конце столетия, постепенно исчезая в промежутке 1970-1990-х годов. Некоторое продолжение этой традиции прослеживается до сих пор, сохраняясь преимущественно на селе. Впрочем, и в современных похоронных бюро среди прочих услуг может присутствовать фото- и видеосъёмка похорон, хотя чаще всего они не входят в состав стандартных услуг.
Отмирание посмертной фотографии связано с переосмыслением смерти и её роли в обществе в XX столетии. Смерть становится табуированной темой, её вытеснение из публичной сферы жизни в приватную, общепринятым становится скрытие скорби по умершему, а не её демонстрация (для которой характерно и коллективное сопереживание утраты), что особенно заметно в культуре Западной Европы.
Активно изучаться посмертные фотографии стали начиная как минимум с 1980-х годов.

## Характеристика

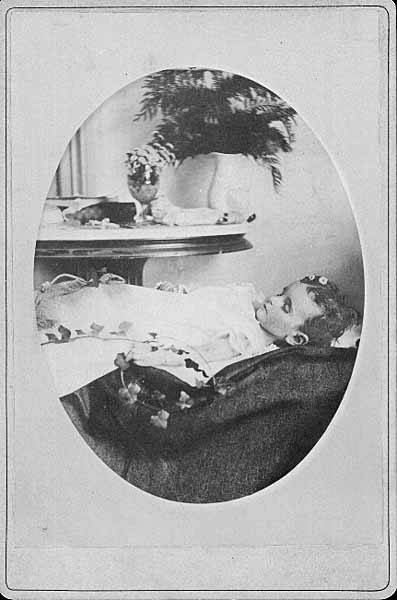
Посмертная фотография девочки, 1870 г. Из собрания университета Вашингтона

Чаще всего посмертные фотографии изображали тело умершего, лежащего в гробу или на смертном одре. Тело фотографировалось так и общим планом (на снимке запечатлевалось тело целиком), так и средним или крупным планом. Умершего нередко окружали цветы, а в России и СССР — похоронные венки. В сельской культуре фотограф мог детально фиксировать процесс прощания с умершим, создавая множество фотоснимков. Также похороны подробно документировались и, например, в случае с воинскими похоронами.
Изредка покойникам придавали сидячую позу, усаживая в стулья, кресла, на диваны.  Американская писательница в жанре хоррора Крис Вудъярд (англ. Chris Woodyard), смогла обнаружить лишь два упоминания в прессе о фотографировании умерших в стоячем положении (фотографии, судя по всему, не сохранились). Она также отмечает, что популярным поджанром посмертной фотографии были снимки убитых преступников в гробах, поставленных в вертикальном положении на открытом воздухе. Однако чаще всего фотографирование умерших сидя или стоя применялось в криминалистике. Одним из новаторов, внедривших и успешно применявших данный способ фотографирования умерших, был румынский врач и судмедэксперт Николае Миновичи, известный проводимыми ими экспериментами, связанными с аспектами насильственной и ненасильственной смерти (в частности, он практиковал самоповешения для исследования явления асфиксии). Суть метода Миновичи заключалась в том, что тело фиксировалось сидя с помощью специального кресла, либо же в вертикальном положении с помощью специального стола. В обеих случаях для фиксации тела применялись ремни и штифты.
Детей также размещали в колясках, колыбелях, на детских стульчиках или диванах, в окружении любимых игрушек, кукол. Общепринятым также было фотографирование всей семьи или ближайших родственников, чаще родителей, братьев или сестёр, вместе с умершим. Такие постановочные снимки выполняли как в доме умершего, так и в ателье фотографа. В восточноевропейской (отечественной в том числе) традиции фотографирование умершего с близкими было распространено больше всего, на снимках они располагались вокруг покойного, а не, например, на фоне. Посмертная фотография в XX веке стала частью прощания с умершим, равно как и других подобных важных событий в жизни человека, запечатлевавшихся на фото: свадьбы, крестин, первого причастия, выпускного вечера. В России и СССР до конца XX века похороны были одним из самых частых запечатлевавшихся на фотографиях событий, из-за малодоступности фотографирования в быту. Уже в конце XX века посмертная фотография воспринималась как данность, традиция, некоторые информанты на вопрос о предназначении фотографирования похорон могли отвечать: «так оно было», «так делали».
В странах Запада XIX века существовало три стиля посмертной фотографии: первый подразумевал фотографирование на смертном одре, при этом создавалось иллюзия того, что умерший находится в глубоком сне. Второй вариант, условно называемый «мёртвый, но живой» (англ. alive, yet dead; dead, but alive), представлял вариацию предыдущего. Умершего располагали в вертикальное положение (вероятно, чаще сидя), в этом случае также придавая ощущение «живости» покойного, иногда даже придавая непринуждённые позы. Изредка фотографы того времени даже рисовали открытые глаза поверх закрытых, а порой даже наносили немного розовой краски на щёках. Третий, особенно распространённый в XX веке, предусматривал фотографирование умершего на смертном одре или в гробу. Фотографии третьего типа представляют собой траурные сцены. В России посмертная фотография в гробу была канонической, практически единственной формой фотографирования умерших, а западные практики придания «живости» не использовались. В России посмертные фотографии делались дома, во дворе, на кладбище или по дороге туда. Интересно, что если в конце XIX-го и начале XX века взгляд близких покойного был направлен в объектив (что соответствовало общепринятой в то время традиции фотопортретирования), то начиная с 1930-х годов, взгляд всё чаще и чаще устремляется в сторону покойного, окончательно утвердившись к середине XX века. Выражения лиц близких на отечественных посмертных фотографиях скорбные, печальные; однако они не высказывают резких эмоций, в частности, не рыдают, не вытирают слёзы платком, не закрывают лицо руками и т. д. На принятую в России традицию посмертной фотографии могли повлиять каноны изображения в посмертных живописных портретах и впоследствии фоторепортажах известных людей; а на расположение близких вокруг гроба, как представляется, могла повлиять иконопись (в иконописной традиции усопший изображается на смертном одре или в открытом гробу, будучи окружённый людьми со скорбными лицами, но при этом не проявляет сильных эмоций).
Посмертные фотографии знаменитостей в XIX веке широко распространялись наряду с их прижизненными снимками (даже на знаменитой картине Ильи Репина «Не ждали» в интерьере присутствует посмертная фотография Александра II).
За посмертные снимки иногда могут принимать фотографии вполне живых людей. В частности, к ним относятся снимки людей с различимыми копфгальтерами — специальными штативами, прикреплявшимся к голове фотографируемого, и позволявшими ему обеспечивать неподвижность и равновесие. Кроме того, за них принимаются фотографии спящих детей. В случае снимков детей (как и их самих, так и с их родителями или другими взрослыми) они могут быть запечатлены спящими либо сильно уставшими из-за того, что процесс фотографирования, в частности, выдержки фотографии, в середине-конце XIX века был довольно продолжительным по времени, что очень утомляло детей. Кроме того, чтобы дети вели себя спокойно во время фотографирования, им могли давать успокоительные препараты, в том числе клонившие их в сон. Спекуляция снимками живых людей как посмертными имеет место даже на крупных интернет-площадках, таких, как Ebay.

Посмертные фотографии известных людей
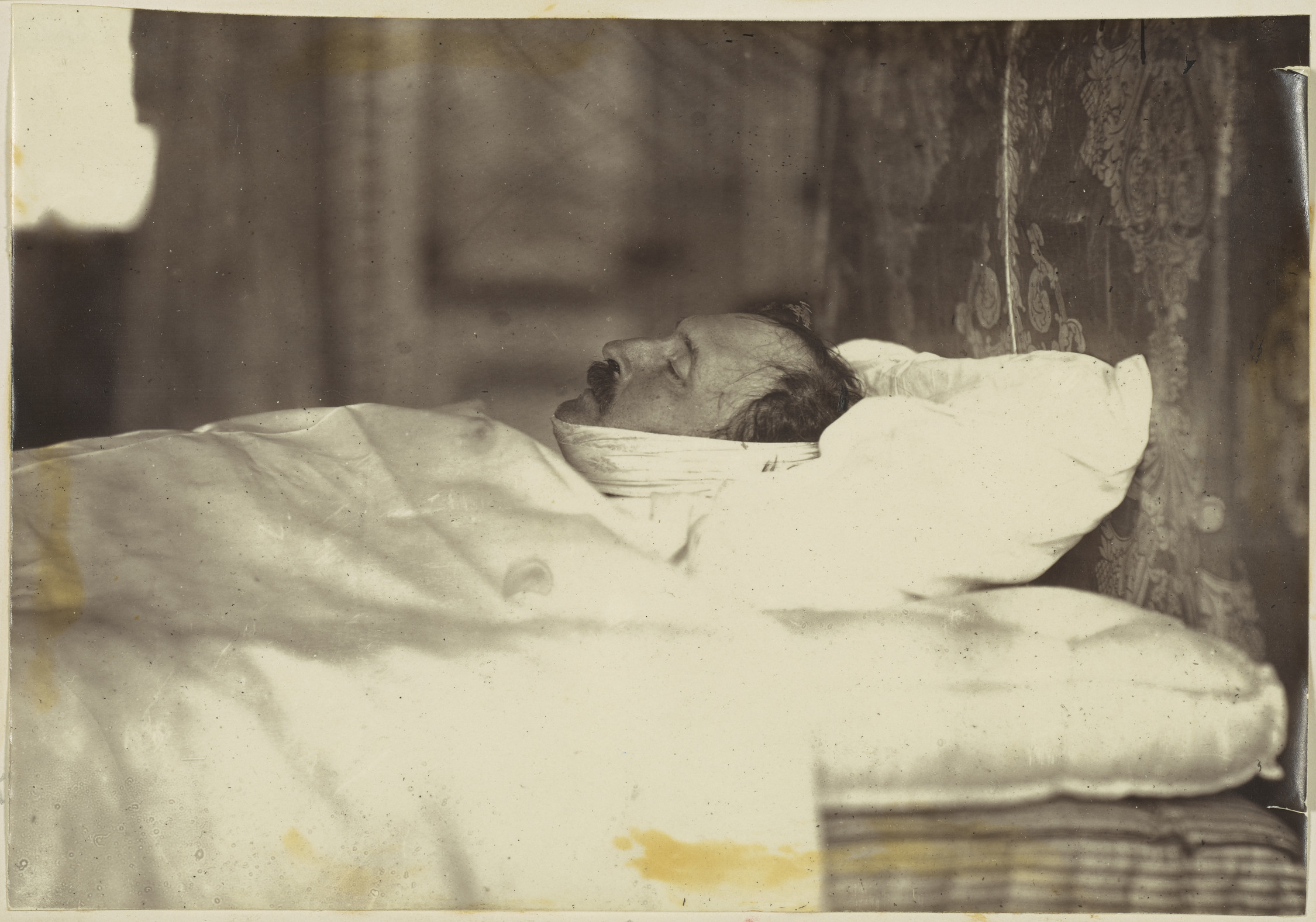
Альберт Саксен-Кобург-Готский, принц-консорт британский, супруг королевы Виктории
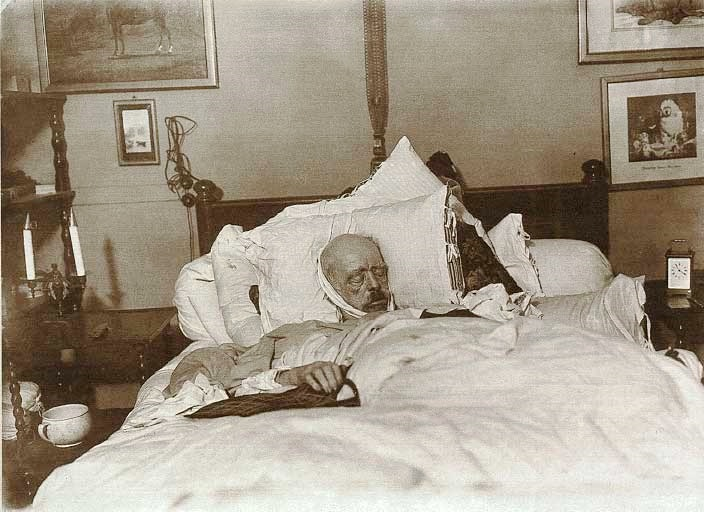
Отто фон Бисмарк
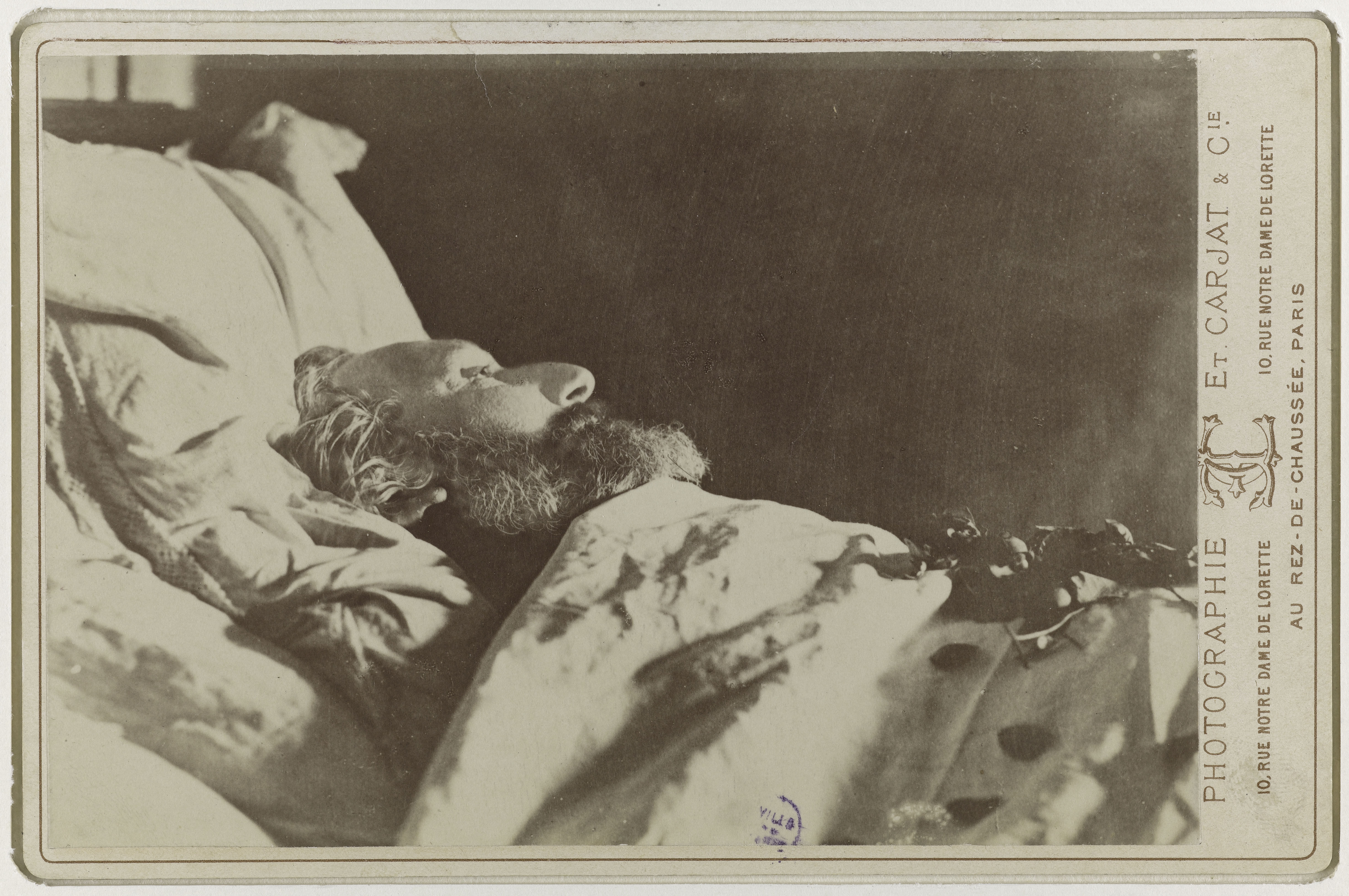
Леон Гамбетта
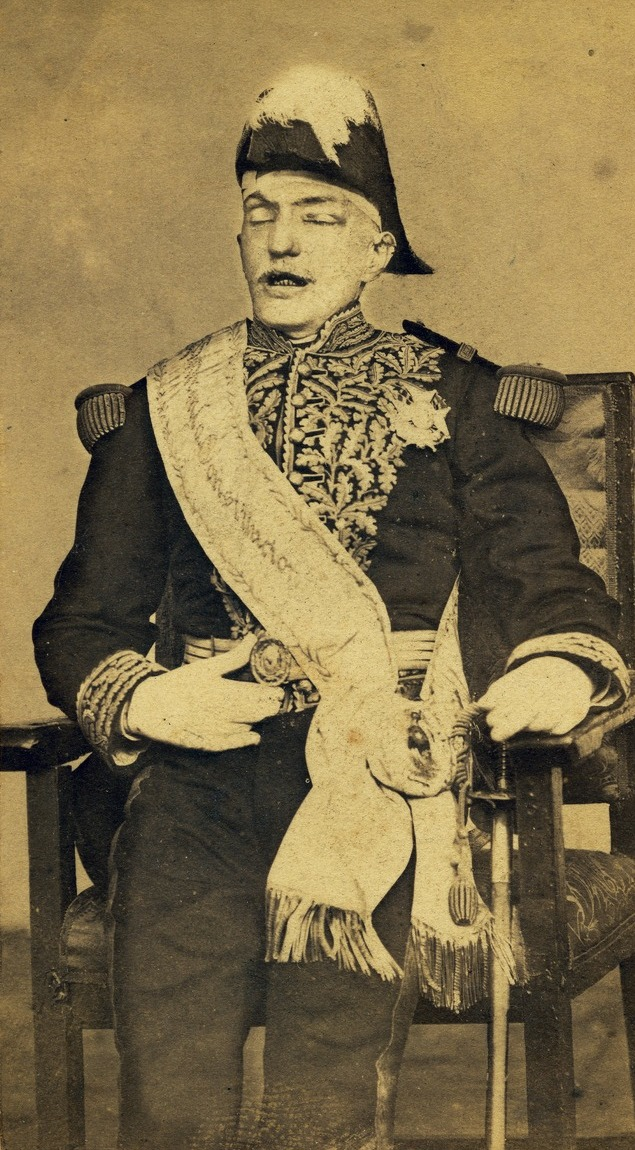
Габриэль Гарсия Морено, президент и наицональный герой Эквадора (одна из немногих достоверных и сохранившихся посмертных фотографий с умершим в сидячем положении)
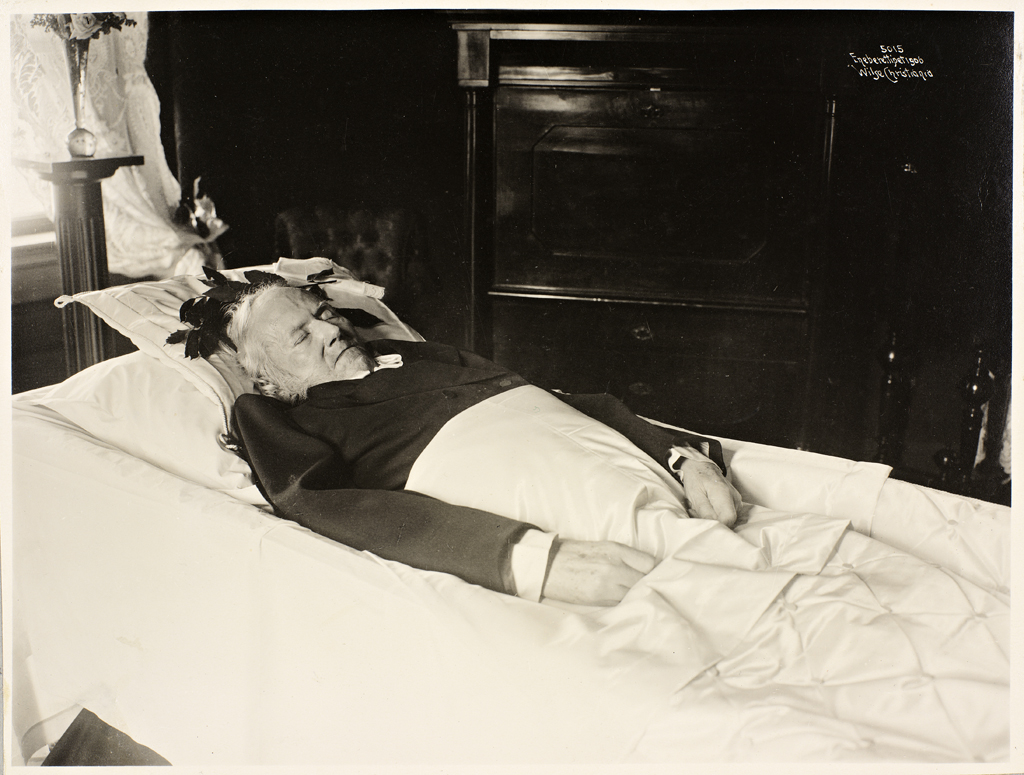
Генрик Ибсен
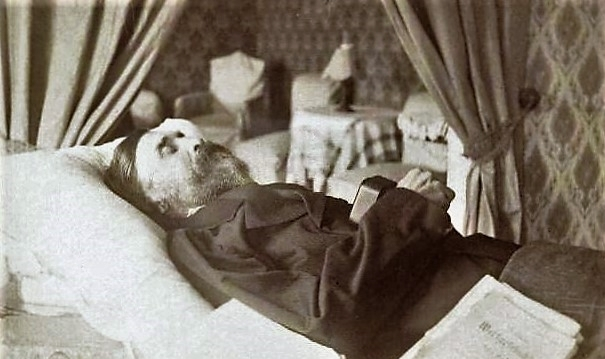
Николай Гаврилович Чернышевский
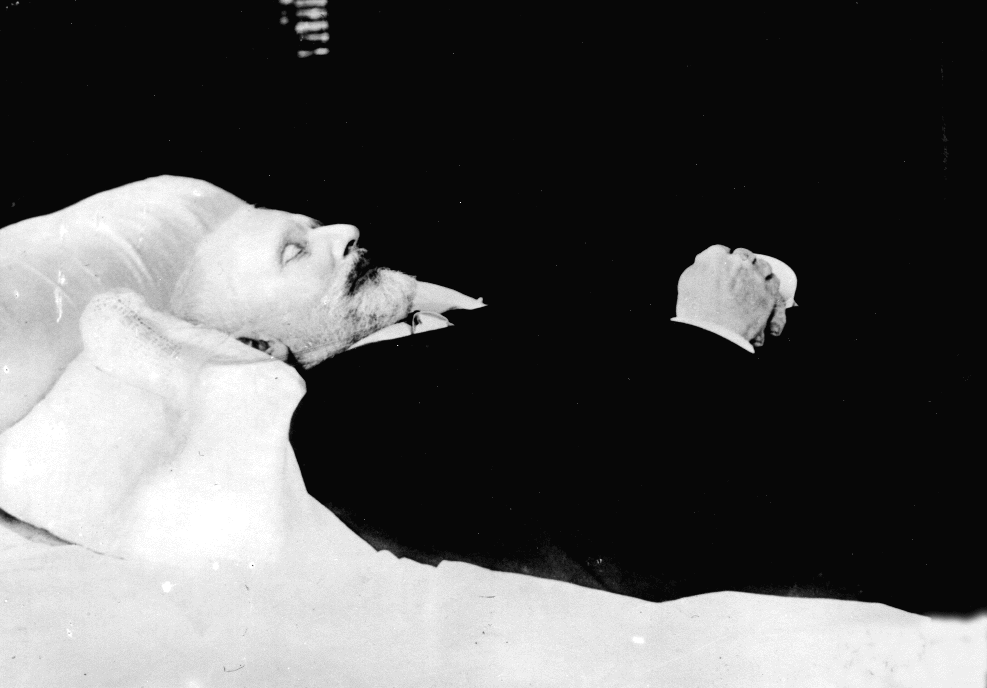
Пётр Ильич Чайковский
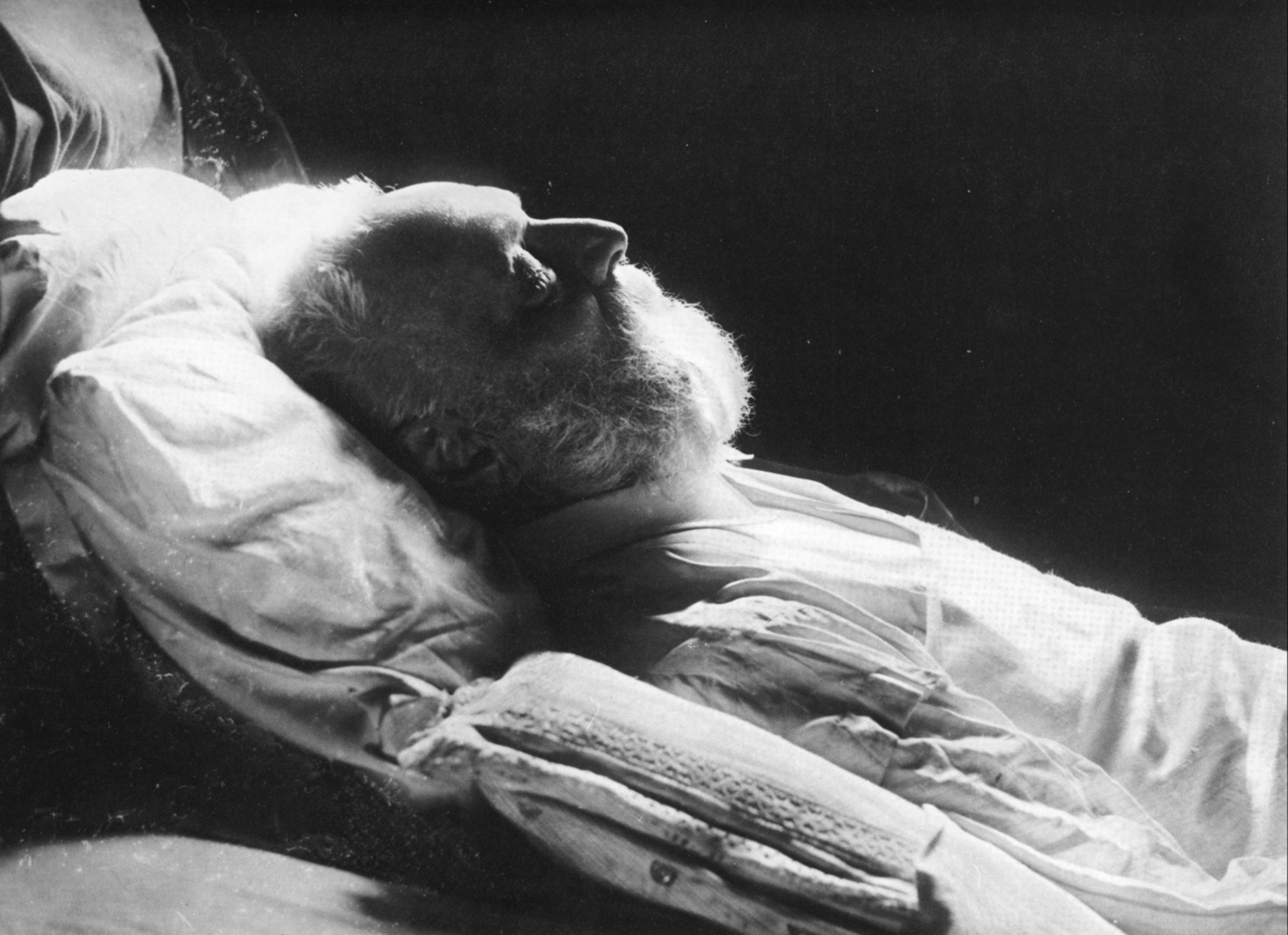
Виктор Гюго
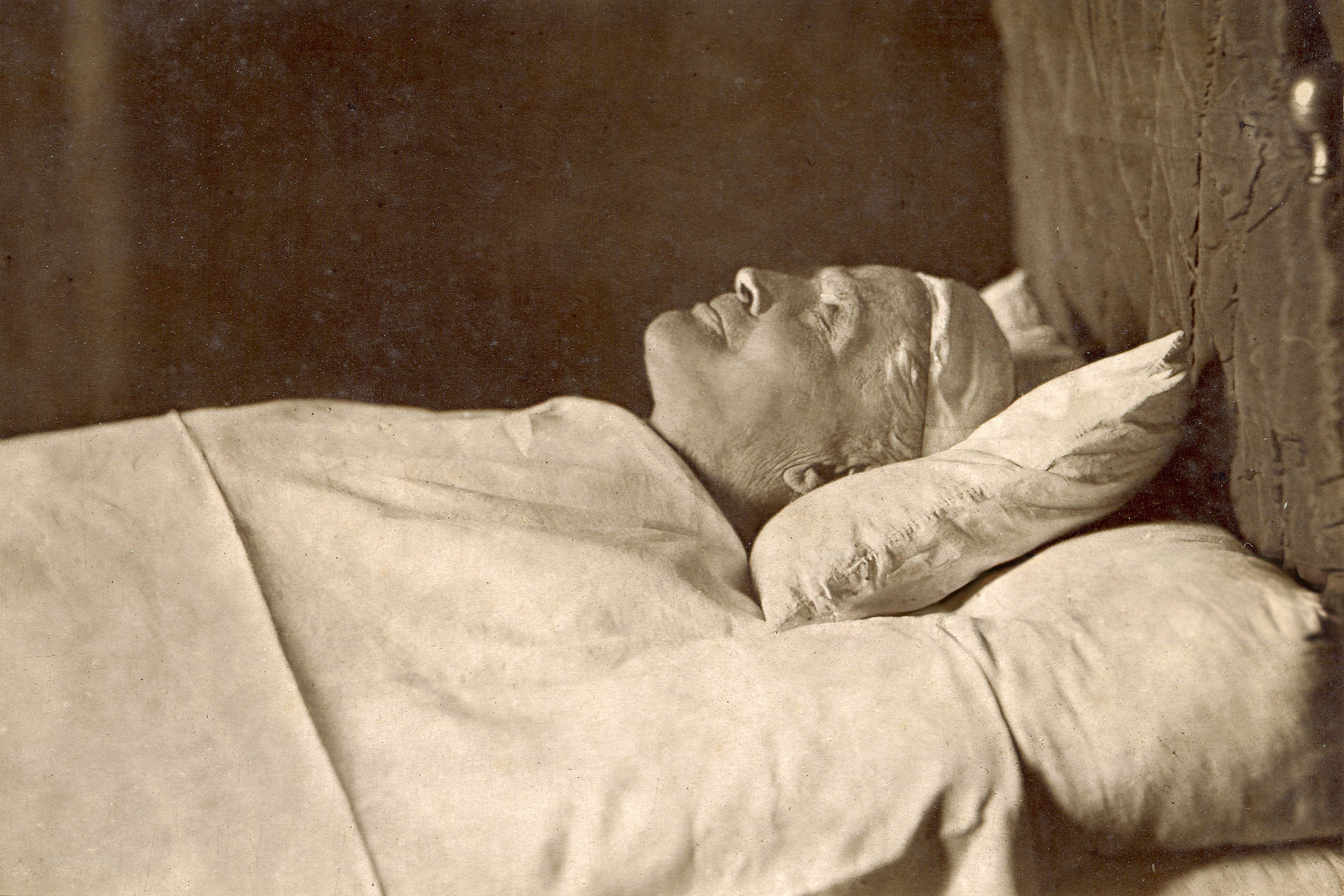
Папа римский Пий IX
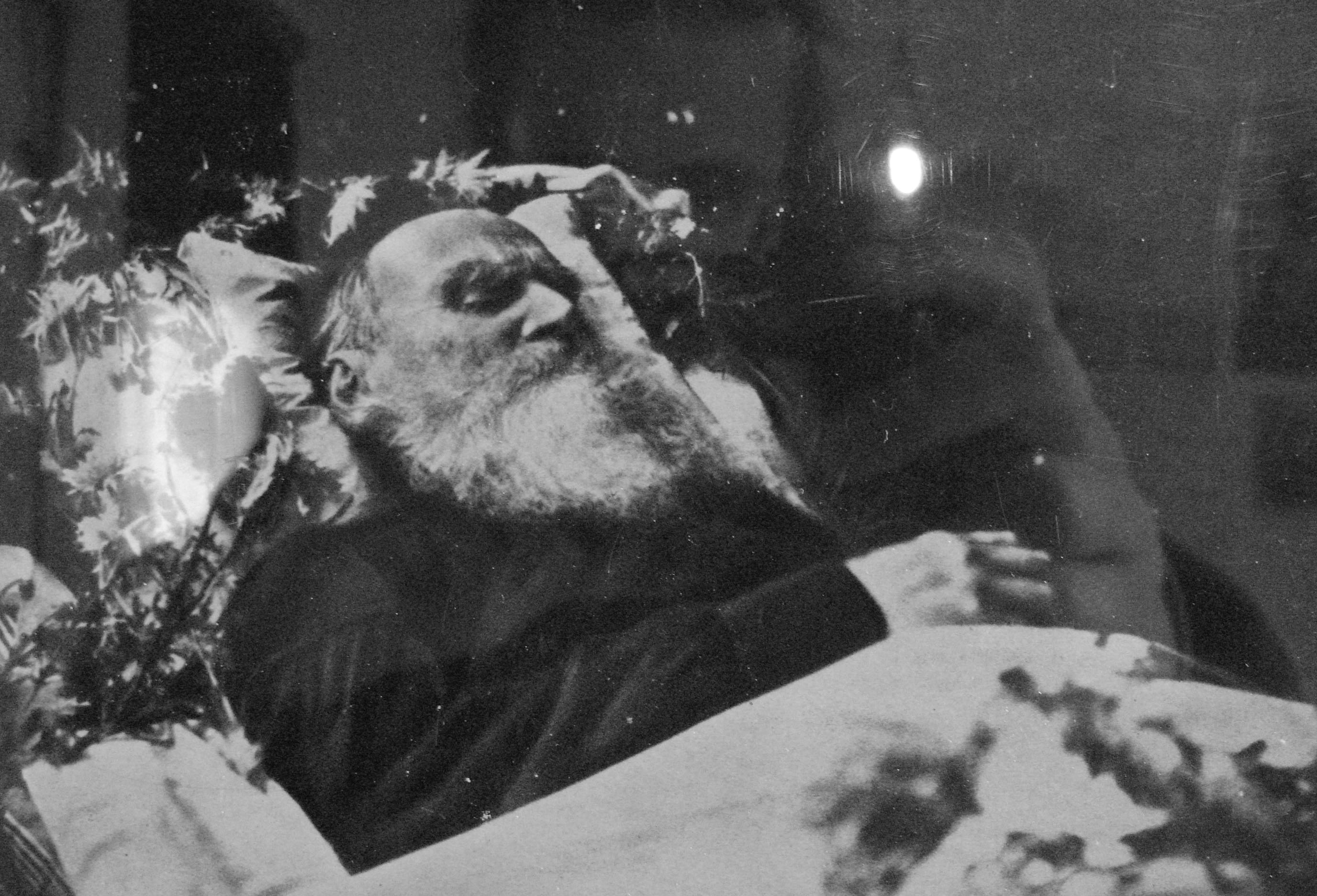
Лев Николаевич Толстой
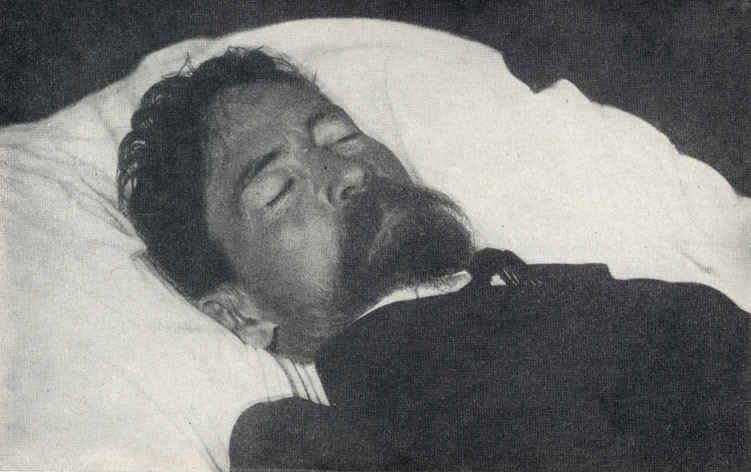
Антон Павлович Чехов
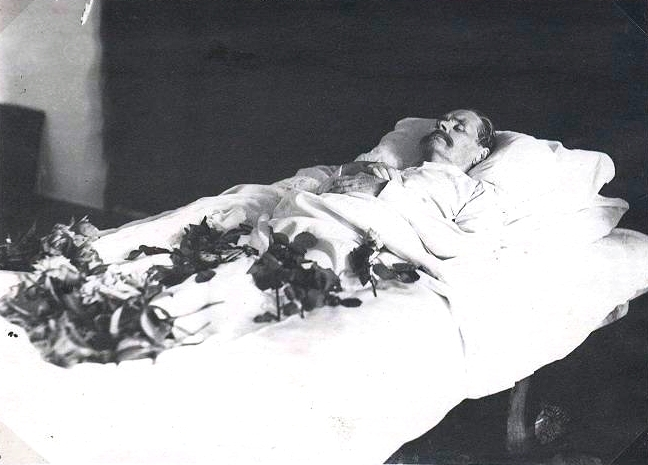
Максим Горький

## Посмертная фотография в художественной системе
В индустрии посмертной фотографии принимали участие многие знаменитые фотографы. Например, созданием портретов умерших занимался Надар — в частности, им была сделана посмертная фотография Виктора Гюго. В своем исследовании о фотографиях Надара американская искусствовед Розалинда Краусс обращает внимание на то, что сам факт посмертной фотографии обозначил проблему различия живого и мёртвого. При относительном многообразии сюжетов, центральной темой ранней фотографии была именно смерть. И позднее, наряду с практической целью посмертной фотографии как фиксации смерти и/или похорон близкого человека и сохранении памяти о нём, она рассматривалась как ритуал, символ очередной важной вехи в жизни человека. Как уже упоминалось выше, наряду со, например, свадьбой, смерть и дальнейшие похороны воспринимались как переходный ритуал, фиксирующий следованию определённого человека общепринятому в обществе жизненному пути. Немаловажными чертами были символы того или иного переходного ритуала: в данном случае — гроб, цветы, венки. Демонстрация бурной скорби по умершему противоречит ритуальной природе посмертной фотографии как отражения необходимости совершения последнего «перехода» человека. Таким образом, посмертная фотография служила фактором нормализации смерти как одной из ключевых вех человеческого бытия.
С идеей посмертной фотографии связана и встречная традиция — изображение живых как умерших. Отчасти она была продиктована ограниченными возможностями ранней фотографии и продолжительной выдержкой, которая делала невозможной моментальную съемку и требовала длительного позирования. Смерть была одним из возможных сюжетов, способных объяснить неподвижность модели и неестественный характер её позы. В связи с совершенствованием фотоаппаратуры в конце XIX века придание «живости» покойным постепенно исчезает, и окончательно закрепляется фотографирование покойного в естественном виде. Соотношение живого и мертвого в фотографии является одной из центральных тем и в работе Ролана Барта Camera Lucida.

## В культуре
В 2020 году на экраны кинотеатров вышел венгерский фильм ужасов «Post Mortem», сюжет которого завязан вокруг создания немецким фотографом в венгерской деревне начала XX века, опустошённой Первой мировой войной и испанским гриппом, посмертных фотографий. Фильм был выдвинут Венгерским институтом кинематографии на соискание награды Оскар в номинации лучший фильм на иностранном языке. Фильм также был представлен на 28 кинофестивалях и получил на них 23 награды. 
Также посмертные фотографии фигурируют в фильме «Другие» (2001 г.) Алехандро Аменабара с Николь Кидман в главной роли и играют важную роль для сюжета. 